# Shinkai Karokhail
Shinkai Zahine Karokhail (en pachto : شينکۍ ذهين کړوخېل), née le 23 mars 1962 à Kaboul, est une femme politique afghane et militante des droits, se concentrant principalement sur la représentation politique des femmes et la protection des enfants vulnérables. Elle a notamment occupé le poste d'ambassadrice d'Afghanistan au Canada.

## Biographie

### Jeunesse
Shnikai Karokhail naît de parents pachtounes le 23 mars 1962 à Kaboul, en Afghanistan, où elle fréquente la faculté de médecine de l'université de Kaboul (en) et obtient un diplôme de médecine. Outre des études de médecine et de sciences politiques, elle est titulaire d'un diplôme d'anglais de l'institut national des langues modernes d'Islamabad, au Pakistan. Elle parle le dari, le pachto, le persan, l'ourdou et l'anglais.

### Carrière politique
Shnikai Karokhail est élue Wolesi Jirga en tant que députée en 2005  afin de représenter le peuple de Kaboul à l'Assemblée nationale de la République islamique d'Afghanistan. Elle est réélue aux élections législatives de 2010. Elle devient également membre du comité du caucus des femmes parlementaires et siège au comité du budget et des finances.
Elle est une ardente défenseure des droits des femmes, tout en travaillant sans relâche sur des programmes de prévention des conflits.
En 1991, elle fonde avec d'autres membres le Centre d'éducation des femmes afghanes, assumant d'abord ses responsabilités d'enseignante, puis occupant divers autres postes au cours des dernières années. En 2002, elle devient directrice de l'ONG chargée de ses programmes de développement et de gestion.
Shnikai Karokhail joue un rôle central dans l'opposition au projet de loi controversé sur la famille chiite, qui est perçu comme opprimant les femmes chiites et les privant de bon nombre de leurs droits dans une relation conjugale. Après avoir fait la une des journaux internationaux, un certain nombre d'amendements sont apportées au projet de loi afin de la rendre plus acceptable.
De plus, elle est également l'une des rares voix derrière le projet de loi sur l'élimination de la violence à l'égard des femmes qui est approuvé par le président afghan en 2009. Elle est la seule parlementaire aux côtés d'autres femmes dirigeantes de divers départements à être invitée à assister à la signature du projet de loi par le président Hamid Karzaï.

### Intérêts
Shnikai Karokhail se concentre sur le développement, la sécurité économique, la bonne gouvernance, la justice et la transparence, les droits de l'homme, la coopération et la sécurité régionales, les femmes, les questions de paix et de sécurité ainsi que le lobbying pour plus de femmes dans le cercle restreint du pouvoir.

## Récompenses
En 2012, Shinkai Karokhail reçoit de l'Institut Est Ouest le tout premier prix H.H. Sheikha Fatima bint Mubarak pour un leadership fondé sur les valeurs.